# Over Duitsland
Over Duitsland (Frans: De l'Allemagne), ook in het Engels bekend als On Germany, is een boek over de Duitse cultuur en in het bijzonder over de Duitse romantiek, geschreven door de Franse schrijfster Germaine de Staël. Het geeft aandacht aan de romantische literatuur en introduceert deze term aan lezers in Frankrijk en andere delen van Europa. Het boek werd gepubliceerd in 1813, nadat de eerste editie van 10.000 exemplaren, gedrukt in 1810, was vernietigd op bevel van keizer Napoleon. Het boek had een grote invloed op de romantiek in Frankrijk en elders.

## Samenvatting
Het boek is verdeeld in vier delen: 
1. "Over Duitsland en Duitse gebruiken"
2. "Over literatuur en de kunsten"
3. "Over filosofie en moraal"
4. "Religie en enthousiasme"

Het biedt een overzicht van de moderne Duitse literatuur en filosofie, waarbij het schrijvers zoals Goethe, Lessing, Jean Paul en Schiller lof toezwaait. Het introduceert Franse lezers in het Duitse concept van romantische literatuur, een term afgeleid van de ridderromans uit middeleeuws Europa. Zoals Friedrich Schlegel, beschouwt Staël romantische literatuur als modern, omdat de wortels liggen in de riddercultuur van de middeleeuwen en niet in de klassieke modellen van het oude Griekenland en Rome.
Staël schrijft in het voordeel van literatuur die geworteld is in de christelijke cultuur, die wordt gedefinieerd door de voorkeur voor het interne leven, zoals beoefend in de biecht. Ze is tegen neoclassicisme, dat meer gericht is op actie en geneigd is externe regels te gebruiken, zoals die in Aristoteles' Poetica en Horatius' Ars poetica. Ze plaatst het christelijk geloof in tegenstelling tot de heidense notie van het lot, die ze verwerpt. Romantische poëzie, zegt ze, is meer herkenbaar dan klassieke imitaties, omdat de christelijke cultuur inheems is voor het Franse volk, terwijl de klassieke cultuur dat niet is. Ze promoot ook het gebruik van inheemse Franse onderwerpen om ervoor te zorgen dat literatuur herkenbaar is.

## Publicatie
Een eerste editie van 10.000 exemplaren werd in 1810 in Parijs gedrukt. Napoleon beval echter dat de gehele editie vernietigd moest worden; de voorkeur voor christelijke en middeleeuwse cultuur boven het neoclassicisme van de Napoleontische tijd, en voor Duitse denkers zoals Schlegel boven Franse filosofen zoals Voltaire, werd als politiek subversief en een mogelijke bedreiging voor de gevestigde orde gezien. Er moest een nieuwe editie in Londen worden gedrukt, die daar in 1813 werd gepubliceerd. 
Het boek was een commercieel succes gedurende de 19e eeuw en werd alleen al in 25 Franse edities uitgebracht. Een Engelstalige vertaling werd in 1813 uitgebracht door John Murray onder de titel Germany. Delen van het boek werden vertaald door Vivian Folkenflik en uitgegeven door Columbia University Press in An Extraordinary Woman: Selected Writings of Germaine de Staël (1987), waarvan de Engelse titel On Germany luidt.
In het Nederlands werd de 2e uitgave uit 1814 vertaald en uitgegeven in 1818-1820 onder de titel Duitschland. In 1993 werd een - sterk ingekorte - moderne vertaling door Nelleke van Maaren uitgegeven onder de titel Over Duitsland, een journalistieke reis, 1803-1808.

## Invloed
Over Duitsland had een grotere invloed dan alle andere werken van Staël. Samen met Génie du christianisme (1802) door François René de Chateaubriand, wees het de richting aan die de Franse romantiek zou volgen. De aanbeveling om het innerlijke leven uit te drukken, zoals in de christelijke biecht, leidde de weg voor een traditie van Franse confessieliteratuur. Het boek had ook aanzienlijke impact elders, waaronder het Verenigd Koninkrijk en de Verenigde Staten, waar het het werk was dat de term romantiek introduceerde. 
De geleerde John Claiborne Isbell vergeleek de invloed met die van Victor Hugo's Hernani (1830), dat werd gezien als een "triomf van de romantische kunst", en schreef: "Romantiek buiten Duitsland dateert zijn bewuste bestaan van De l'Allemagne: het erkennen van zijn cruciale rol zal Frankrijk twintig gestolen jaren van literaire geschiedenis teruggeven, en de ontbrekende oorsprong van deze Europa-brede transformatie van kunst en samenleving herstellen. Hugo, Leopardi, Emerson komen niet eerder, ze komen daarna: ze zijn een tweede generatie."